# Lirica
 Ovo je glavno značenje pojma Lirica. Za hrvatski otok u Jadranu pogledajte Lirica (otok).
Lirica – također i lira, lijera, lijerica ili vijalo – je tradicijsko gudačko glazbalo podrijetlom iz istočnoga Sredozemlja.
Nekada je bila raširena duž jadranske obale, a do danas se održala u Župi dubrovačkoj i Konavlima te mjestimice na otocima Mljetu i Lastovu. Trupina i vrat, kruškolika oblika, načinjeni su od jednog komada drva (javorovine ili orahovine). Šupljinu trupine pokriva tanka daska, glasnjača, a povrh nje su napete tri žice. Preko njih se povlači gudalo. Svirač lirice, liričar, drži glazbalo okomito naslonjen na koljeno. Lirica najčešće prati ples, a katkad liričar uz nju i pjeva.

## Opis i povijest
Ovo se trostruno narodno glazbalo potkraj 18. i tijekom 19. stoljeća iz Grčke proširilo Jadranom. Nekada rašireno duž jadranske obale, do danas se u živoj uporabi održalo u Dubrovačkome primorju, Župi dubrovačkoj, Konavlima, poluotoku Pelješcu, otocima Mljetu i Lastovu te hrvatskim krajevima istočne Hercegovine. Trupina i vrat, kruškolika oblika, načinjeni su od jednoga komada javorovine ili orahovine. Šupljinu trupine pokriva tanka daska, glasnjača, a povrh nje su napete tri žice, preko kojih se povlači gudalo (arket). Brojeći sviraču slijeva, žice su ove: kantin – prva žica na kojoj se prebire, sekondo – druga žica najdublje ugodbe i baš – treća žica ugođena za cijeli ton dublje od kantina. Svirač lirice, liričar, drži glazbalo okomito naslonjeno na lijevo koljeno, a svirkom prateći ples, desnom nogom istovremeno udara taktne dobe. Katkada je uz svirku i sam pjevao ili pratio pjevače.
Lirica je praoblik moderne violine, od roda instrumenata koji su Nijemci nazivali Leier, a Romani vielle. Lirici srodna glazbala su makedonsko ćemene, bugarska gadulka i kretska lira (lyra). Najpoznatiji hrvatski lijeričar, po čijem je nadimku također znana dubrovačka poskočica, bio je Nikola Lale Linđo iz Župe dubrovačke.

## Vanjske poveznice
- Proleksis enciklopedija Online: Lirica
- Dubrovački vjesnik / Kultura – Sanja Dražić: »Lijerica širi sreću«  Arhivirana inačica izvorne stranice od 14. srpnja 2014. (Wayback Machine)